# Dypsis dransfieldii
Dypsis dransfieldii é uma espécie de angiospermas da família Arecaceae.
Apenas pode ser encontrada no Madagáscar.
Está ameaçada por perda de habitat.